# Singapore ai Giochi della XXX Olimpiade
Singapore partecipò ai Giochi della XXX Olimpiade, svoltisi a Londra, Regno Unito, dal 27 luglio al 12 agosto 2012, con una delegazione di 23 atleti impegnati in nove discipline.